# جوشوا برينت
جوشوا برينت (بالهولندية: Joshua Brenet) (20 مارس 1994 بكيركراده في هولندا - ) هو لاعب كرة قدم هولندي في مركز الظهير الأيمن يلعب حالياً في نادي الريان. شارك مع منتخب هولندا تحت 19 سنة لكرة القدم ومنتخب هولندا تحت 21 سنة لكرة القدم. أما مع النوادي، فقد لعب مع نادي آيندهوفن وJong PSV ‏.

## وصلات خارجية
- جوشوا برينت على موقع الاتحاد الأوربي (الإنجليزية)
- جوشوا برينت على موقع قاعدة بيانات كرة القدم.إي يو (الإنجليزية)
- جوشوا برينت على موقع ناشيونال فوتبول تيمز (الإنجليزية)
- جوشوا برينت على موقع Soccerway.com (الإنجليزية)
- جوشوا برينت على موقع عالم كرة القدم.نت (الإنجليزية)
- جوشوا برينت على موقع AS.com (الإسبانية)